# Nystrand
Nystrand är ort i Älvsby socken i Älvsbyns kommun, Norrbottens län. Orten klassades som småort till och med år 2005. 2015 avgränsade SCB här åter en småort.

## Befolkningsutveckling
| Befolkningsutvecklingen i Nystrand 1990–2015          | Befolkningsutvecklingen i Nystrand 1990–2015 | Befolkningsutvecklingen i Nystrand 1990–2015 | Befolkningsutvecklingen i Nystrand 1990–2015 | Befolkningsutvecklingen i Nystrand 1990–2015 |
| ----------------------------------------------------- | -------------------------------------------- | -------------------------------------------- | -------------------------------------------- | -------------------------------------------- |
|                                                       |                                              |                                              |                                              |                                              |
| År                                                    |                                              |                                              | Folkmängd                                    | Areal (ha)                                   |
| 1990                                                  | 1990                                         |                                              | 69                                           | 22#                                          |
| 1995                                                  | 1995                                         |                                              | 61                                           | 22#                                          |
| 2000                                                  | 2000                                         |                                              | 56                                           | 22#                                          |
| 2005                                                  | 2005                                         |                                              | 50                                           | 22#                                          |
| 2015                                                  | 2015                                         |                                              | 66                                           | 42#                                          |
| Anm.: Ej småort 2010. Åter småort 2015. # Som småort. |                                              |                                              |                                              |                                              |